# Alfredo Sadel
Alfredo Sadel, pseudonimo di Manuel Alfredo Sánchez Luna (Caracas, 22 febbraio 1930 – Caracas, 28 giugno 1989), è stato un tenore, compositore e attore venezuelano, considerato da molti il più importante interprete lirico e popolare della storia musicale venezuelana e soprannominato El Tenor favorito de Venezuela (Il tenore favorito del Venezuela).

## Biografia
Nato a Caracas, essendo figlio di Manuel Sánchez Benítez e Luisa Amelia Luna, fu battezzato Manuel Alfredo Sánchez Luna. Fin dall'infanzia manifestò la sua vocazione musicale. Nel periodo scolastico, partecipò al coro della scuola salesiana dove studiava.
Completò la sua educazione primaria al Colegio Domingo Savio de Los Teques, fino al 1944, quando fu costretto a lasciare la scuola a causa di problemi finanziari della sua famiglia. Due sacerdoti contribuirono ad impartirgli l'educazione musicale e l'arte scenica: padre Calderón e padre Sidi, che erano sacerdoti salesiani.

### Carriera nel canto
La sua prima esibizione fu alla cattedrale di Caracas, dove cantò l'Ave Maria e impressionò il pubblico in modo favorevole. Diversi mecenati aiutarono la sua formazione che iniziò alla Scuola Superiore di Musica di Caracas e continuò per tutta la sua vita a Città del Messico, New York, Buenos Aires, Barcellona, Salisburgo e Milano e comprendeva teoria musicale, pianoforte e armonia e, naturalmente, canto.
Altre sue abilità erano il disegno e la pittura, le sue caricature venivano pubblicate su due mezzi di stampa dell'epoca, ora scomparsi, come il giornale La Esfera e la rivista umoristica Fantoches. Più tardi queste capacità gli avrebbero permesso di lavorare come fumettista in un'agenzia pubblicitaria e con le entrate guadagnate contribuì a migliorare la situazione della sua casa. Fu così in grado di pagare per la registrazione del suo primo album a 78 giri con le canzoni: il bolero Desesperación e il paso doble El Diamante Negro, un tributo al torero Luis Sánchez Olivares, così soprannominato.
In quel periodo ebbe la possibilità di partecipare come cantante ad una presentazione pubblica in cui c'erano diversi artisti con lo stesso cognome, e poiché erano in voga cantanti con il suo stesso cognome paterno, decise che era opportuno modificare il suo nome, così gli venne in mente di prendere la prima sillaba del suo cognome "Sa" e aggiunse il finale "del" di Carlos Gardel, artista che ammirava. Fu così che nacque il suo soprannome artistico Alfredo Sadel, come sarebbe stato conosciuto in futuro.
Nel 1946, dopo essere stato estromesso da uno studio di registrazione, Mario Suárez lo sponsorizzò e raccomandò a Ricardo Espina, direttore di Radio Caracas Radio. In seguito ottenne una borsa di studio e l'accesso agli studi per provare. Nel 1947 entrò come cantante dilettante in un programma radiofonico sulla stazione radiofonica di Caracas Radiodifusora Venezuela e l'anno seguente firmò un contratto con la casa discografica locale Discos Rex per registrare il suo secondo album singolo. Questo album, registrato in uno studio improvvisato nella parte superiore del Teatro Municipal di Caracas, conteneva di nuovo il paso doble Diamante Negro e una interpretazione strumentale del Mambo No. 5 di Dámaso Pérez Prado. Nonostante i difetti tecnici di questa registrazione, fu un successo di vendita, dal momento che furono vendute ventimila copie, cosa che segnò l'inizio di una traiettoria musicale in ascesa.

### Il cinema e la fama mondiale
Nel 1950 iniziò la sua carriera cinematografica partecipando al film A La Habana me voy, con i cubani Blanquita Amaro, Otto Sirgo e l'argentino Tito Lusiardo. Nel 1951 interpreta Flor del Campo, produzione con musica e trama venezuelana, insieme a Rafael Lanzetta e Elena Fernán.
Nel 1952 si recò negli Stati Uniti dove si esibì al teatro Chateau Madrid di New York, accompagnato dall'orchestra di Aldemaro Romero, di cui era amico. Debuttò al Jefferson Theatre di New York e divenne molto popolare. Diventa il primo artista venezuelano a esibirsi alla televisione americana quando viene assunto e presentato nello show del presentatore Ed Sullivan, e in altri programmi di successo del paese come Chance of a Lifetime e viene considerato dalla stampa come "L'artista più popolare della televisione nordamericana".
Nel 1955 debuttò a L'Avana, Cuba, ottenendo un grande successo, a tal punto che gli fu offerta la possibilità di dirigere il suo programma musicale, che anni dopo prese totalmente lo slancio. In quell'anno registrò un LP intitolato Mi canción, con l'etichetta RCA Victor, per il quale cercò per l'occasione di farsi accompagnare da un'orchestra guidata dal musicista e arrangiatore argentino Terig Tucci. Sadel condivise la sua carriera di cantante con l'attività sindacale artistica, promuovendo nel 1957 la fondazione dell'Associazione Venezuelana degli artisti della scena.
Nel 1958 tornò negli Stati Uniti, ingaggiato dalla compagnia cinematografica Metro Goldwyn Mayer, che progettò di includerlo in alcuni dei suoi film, sfruttando le sue capacità artistiche. Trascorse tuttavia un intero anno ricevendo uno stipendio ma, dato che non gli era stata assegnata nessuna parte, andò in Messico, dove i suoi dischi lo avevano fatto conoscere. Lì lavorò nei film El Ratón, accanto a Raúl ‘Ratón’ Macías e Tu y la mentira, con Miguel Aceves Mejía ed Evangelina Elizondo. Successivamente scioglierà il contratto con la Metro Goldwyn Mayer.
Ritornò in Messico nel 1960 e partecipò al film Tres balas perdidas con Javier Solís, Rosita Quintana, María Victoria e Julio Aldama. Recita nuovamente con Miguel Aceves Mejía in El buena suerte, oltre a Sara García e ancora con Javier Solís e Julio Aldama, nel film En cada feria un amor.
La sua carriera cinematografica si conclude con Martin Santos, el llanero, di coproduzione messicano-venezuelana, con musiche di Juan Vicente Torrealba e José E. Sarabia, sempre con Miguel Aceves Mejía. In quest'ultimo film Sadel interpreta il valzer Di, un tema espressivo in cui sfoggia la sua voce. Nel cast ci sono l'attrice messicana Lorena Velásquez e la venezuelana Adilia Castillo.

### Scandalo al Festival
Il V Festival de la Voz de Oro del 1973 fu segnato da una causa intentata da Alfredo Sadel, il quale riteneva che organizzatori e partecipanti, incluso Héctor Cabrera, avessero cospirato per escluderlo dal concorso Voz de Diamante. Sadel aveva dichiarato questo il giorno prima della gara e la notte di apertura della Guardia Nazionale sequestrò le strutture in conformità con un ricorso presentato dal cantante. Secondo il comitato organizzatore, Sadel non si era qualificato per la Voz de Diamante perché non si era registrato in tempo.
A causa di questo conflitto, la serata inaugurale (in cui fu scelta la voce di diamante) Cabrera si scusò davanti al pubblico e non cantò, per cui fu squalificato dalla giuria. Per alleviare la situazione, il comitato organizzatore invitò Sadel a partecipare come ospite speciale insieme a Rosalinda García e Rudy Márquez. Sadel accettò e invitò Hector Cabrera e altri cantanti sul palco per mostrare al pubblico che il conflitto era finito.
In segno di protesta contro l'atteggiamento di Sadel, Luis D'Ubaldo e Hector Murga respinsero l'invito del cantante, che fu schiaffeggiato dalla cantante Mayra Martí. Successivamente, Sadel proibì alla Martí di registrare la canzone Una melodía a mi soledad con la quale aveva vinto il concorso poiché ne possedeva i diritti.

### L'opera lirica
Nel 1961 Sadel si esibì nel canto lirico con la zarzuela Los gavilanes, al Teatro Nacional de Caracas; nello stesso anno andò a studiare a Milano per migliorare la sua qualità vocale. In questo nuovo periodo della sua vita artistica partecipò alla Carnegie Hall di New York alla première della zarzuela cubana, basata sul romanzo omonimo, Cecilia Valdez. Intraprese poi un tour per presentare Rigoletto, Il barbiere di Siviglia, Carmen, Tosca, La bohème, La traviata, l'Olandese Volante, Don Pasquale, L'amico Fritz, Don Carlo ed altre in tutta l'America, poi in Germania, Belgrado, Ungheria, Svizzera, Spagna e Unione Sovietica (1967 e 1968). Fu il primo cantante lirico venezuelano a raggiungere la Siberia e altre quattordici nazioni. A Lima, in Perù, Sadel e Pepita Embil misero in scena quello che i peruviani valutato come le stagioni di zarzuela di maggior successo che fossero mai state fatte nel paese.
Nel 1977, nel tentativo di istituzionalizzare l'opera in Venezuela, organizzò una grande stagione all'Universidad Central de Venezuela, che si estese ad altre città del paese, partecipando anche alle stagioni di zarzuela al teatro Nacional.
La gente, però non ha mai dimenticato le sue versioni del genere popolare come Humanidad, Vereda tropical, Incertidumbre, Dominó, Desvelo de amor, Congoja, Granada, Aquellos ojos verdes e le sue versioni di Ansiedad e Madrigal che rappresentano una vasta costellazione che si estende dal bolero al tradizionale e al classico, canzoni senza tempo che rimangono ancora udibili a tutt'oggi.

### Ultimi anni
Nel 1978 tornò a Cuba ricevendo un incoraggiamento che lo spinse a registrare di nuovo musica popolare, tra cui un LP con musica dei Los Panchos e un altro in cui ha reso omaggio a Carlos Gardel.

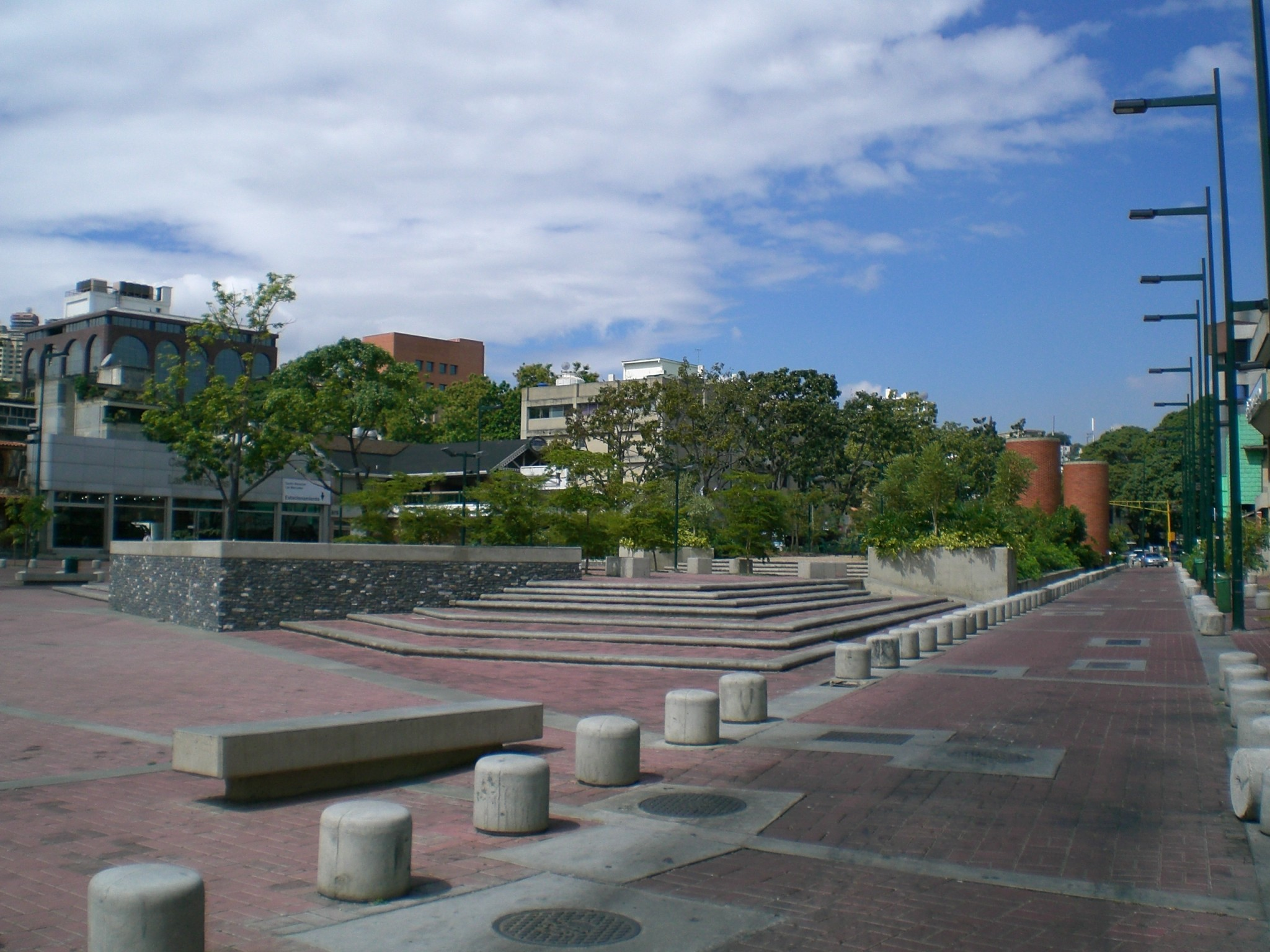
La Plaza Alfredo Sadel, chiamata così in suo onore, ubicata a Caracas

Si stabilì a New York dal 1985 e viaggiò molto da allora a Caracas e in Colombia, in particolare a Medellín, dove disse di sentire con piacere il grande affetto tributatogli dalla sua gente. Quando era più felice per la possibilità di esibirsi al Metropolitan Opera House di New York, la sua salute cominciò a peggiorare. Stava esibendosi a Cali, in Colombia, quando dovette recarsi urgentemente a Caracas il 31 dicembre 1988. Nel 1988 e nel 1989 cantò nel Teatro Teresa Carreño con la Orquesta Sinfónica Venezuela in concerti che segnarono il suo addio.
Ha realizzato meravigliosi duetti, tra questi con il soprano Alba Marina e un altro con Beny Moré che è tra i preferiti dei collezionisti, il bolero Alma libre.
Si distinse come compositore, dovendosi alla sua ispirazione innumerevoli brani come Yo no te engañé, Son dos palabras, Otra rosa, El hombre de hierro, Golondrinas del tiempo, Quiero a Maracaibo, Razonando e dozzine di più.
In totale Sadel ha registrato più di 2.000 brani raccolti in circa 200 dischi a 78 giri e circa 130 LP in vari paesi. La Fondazione che porta il suo nome sta raccogliendo i dischi con tecnologia digitale in una serie chiamata Documentos Alfredo Sadel in modo che la sua voce e il suo ricordo siano sempre presenti nel patrimonio culturale del Venezuela. Sadel ha ottenuto grandi successi nella sua carriera di cantante lirico in tutto il mondo ma, nonostante i successi nell'ambiente lirico, continuò a eseguire musica popolare.

## Tributi
Anche se oggi la voce di Alfredo Sadel non risuona costantemente per le nuove generazioni, la sua eredità rimane ancora, anche se il suo ricordo sembra essere diluito e offuscato. Tra gli omaggi dedicati ad Alfredo Sadel ci sono:
Il Teatro dell'Opera di Maracay adorna la sua piazza adiacente con un monumento alla sua memoria. L'Universidad Centroccidental Lisandro Alvarado de Barquisimeto, ha collocato uno dei suoi busti nella galleria del giardino dedicata ai grandi musicisti dello Stato di Lara, del Venezuela e del mondo, insieme a quelli di maestri come Giuseppe Verdi o Vicente Emilio Sojo. Il Teatro Municipal de Valencia ha il suo busto nella sala principale che onora le grandi figure del canto. Stessa cosa il Teatro Municipal de Caracas, nella sua hall, sotto la scalinata ovest. Il Teatro Municipal de Cantaura, uno dei più recenti e moderni del paese, è chiamato appunto Alfredo Sadel. La Plaza Alfredo Sadel nell'urbanizzazione Las Mercedes di Caracas è diventata un simbolo della vita sociale e notturna della capitale del Venezuela.

## Discografia
- Sadel a media voz,  LP Sonus LPS-1014
- Sadel canta a Agustín Lara, LP Venevox BL-18
- Alfredo Sadel - Tangos; Recordando a Gardel
- Caminos de mi tierra, LP Sonoven LPSV-1131
- Homenaje a Los Panchos
- Bolero Lírico - International Music
- Mi Mariposa - International Music
- Una noche más - Vediscos
- En Feria, CD Discomoda 601472-D
- En feria, LP Sonovip 033
- Joyas musicales Vol.I, CD Velvet 5093-2
- Joyas musicales Vol. II, CD Velvet 5094-2
- Lo Mejor de Lo Mejor - RCA International
- Colección Original - RCA International
- 16 Éxitos, CD Mediterraneo MCD 1007
- 15 Grandes Éxitos - RCA International
- Boleros del Recuerdo - Polygram
- En México, CD Leon 4084-5
- El Mejor, CD - Leon 1123
- Mi Canción, CD RCA Victor 9926-2 RL
- Nocturnal, LP Sonus LPS-1021
- Canta Arpa, LP Venevox BL-10
- Canta Arpa, CD Gilmar 5
- Años dorados, LP Zelekto ZLD-0917
- Años dorados, CD Anes Records97045
- Domino, LP RCA Victor LPVC-119
- Tangos. LP AS International 0630
- Cita con Sadel en Buenos Aires, LP Velvet LPV-1144
- 12 Éxitos, LP Venevox BL-14
- En vivo y directo, LP Velvet LPV-10-2163
- Alma llanera, LP AS International LP-0736
- Alma llanera, CD Anes Records 96033
- Lo mejor de los mejores, Leon 10-046
- Boleros del recuerdo, LP Palacio LPS-66.446
- Canciones de Rene Rojas, LP Sonus S-33-1004
- Sadel en el tiempo - Vol.I , CD - Españolerias, SonoRodven 99.14.44
- Sadel en el tiempo - Vol. II, CD - Éxitos Internacionales, SonoRodven 99.14.44
- Sadel en el tiempo - Vol. III, CD - Boleros, SonoRodven 99.14.44
- Sadel en el tiempo - Vol. IV, CD - Éxitos Internacionales, SonoRodven 19.14.44
- Sadel en el tiempo - Vol. V, CD - Éxitos Internacuionales, SonoRodven 19.14.44
- De toda Venezuela, CD Leon 1138
- Boleros famosos, CD Top Hits Canada 1A-501-OO540A
- Sadel inmortal, CD Rodven 83084
- Canta a Los Panchos, CD Suramericana Del Disco 594
- Canta a Los Panchos. LP AS International LP.0594
- Con La Rondalla Venezolana, CD Palacio 14796
- Album de Oro, CD Victoria 1011
- Grandes Éxitos, CD Victoria 1195
- Fiesta Latinoamericana, CD RCA Victor/BMG MUSIC 74321-17803
- Fiesta Latinoamericana. LP RCA Victor LPM-1388
- Incomparable, CD SEECO SCCD-934
- Éxitos del Tenor Favorito de Venezuela, CD Discomoda 601509
- El inolvidable, CD Victoria 1033
- Clásicas de amor, CD Suramericana Del Disco 784
- Clásicas de amor, LP AS International 0784
- Mis mejores canmciones, CD Fuentes Colombia D-16281
- Cantando voy, CD Sonograma S-15.290
- Cantando voy, LP RCA Victor LPV-7790
- El tango es así, CD Suramericana Del Disco 630
- El disco de oro, CD Gilmar CDG-55
- 4 Grandes boleristas, CD Lece Records USA 9192
- Muñeco de la ciudad, CD Anes (Licencia de Suramericana Del Disco) 99121
- Invita a Guarapo y otros éxitos, LP RCA Victor LPVC-173
- Guitarra y voz, LP Congreso de Venezuela S/N
- Epoca de oro, LP ABS Records LP-508
- Sadel 25 años, LP Discomoda DCM-874
- Sadel en Zarzuela, LP Lunavoz L.P.L.001
- Tenor, LP Ovacion LPO-3001
- Merengues, LP AS International L.P.0648
- Mejicanas, LP AS International L.P.0704
- Lo mejor de, LP Cima LP-302
- El hombre de hierro, LP TOP HITS 102-07438
- Pasodobles, LP Yare 0599
- Ahora, LP Yare LPY- 0323
- Te miré, LP Sonus LPS-1041
- Con ardor, LP Seeco Sclp 9242
- Fuego en el alma, LP Palacio LP-6159
- Le canta a Caracas, LP Velvet-Rodven 10-2210
- Canciones de Johnny Quiroz, LP Tucan Records LP-1012
- Sadel El Grande, LP RCA Victor LPV-7681
- Sadel en Cuba, LP Basf MC 50.714
- Sadel en la Opera, LP Venevox BL-11